# كليفورد فيكتور جونسون
كليفورد فيكتور جونسون (بالإنجليزية: Clifford Victor Johnson)‏ (و. 1968 – م) هو فيزيائي، وعالم فلك من المملكة المتحدة . ولد في إنجلترا .

## التعليم
تعلم في جامعة ساوثهامبتون، وإمبريال كوليدج لندن

## مناصب وهيئات
أدار جامعة جنوب كاليفورنيا.

## روابط خارجية
- كليفورد فيكتور جونسون على موقع IMDb (الإنجليزية)
- كليفورد فيكتور جونسون على موقع ميوزك برينز (الإنجليزية)
- كليفورد فيكتور جونسون على موقع قاعدة بيانات الفيلم (الإنجليزية)